# Низькі Цевеличі
Низькі Цеве́личі — село в Україні, у Локачинській селищній громаді Володимирського району Волинської області. Населення становить 129 осіб.

## Історія
У 1906 році село Цевеличі Хорівської волості Володимир-Волинського повіту Волинської губернії. Відстань від повітового міста 29 верст, від волості 1. Дворів 69, мешканців 420.
12 червня 2020 року, відповідно до розпорядження Кабінету Міністрів України № 708-р «Про визначення адміністративних центрів та затвердження територій територіальних громад Волинської області», увійшло до складу Локачинської селищної територіальної громади.
19 липня 2020 року, в результаті адміністративно-територіальної реформи та ліквідації  Локачинського району, село увійшло до новоутвореного Володимир-Волинського району (від 18 липня 2022 Володимирського).

## Населення
Згідно з переписом УРСР 1989 року чисельність наявного населення села становила 155 осіб, з яких 73 чоловіки та 82 жінки.
За переписом населення України 2001 року в селі мешкало 129 осіб. 100 % населення вказало своєю рідною мовою українську мову.

## Штучний ставок
В селі знаходиться один з найбільших штучних ставків в районі. В водоймі водиться різноманітна риба, а також зимують різні птахи. 

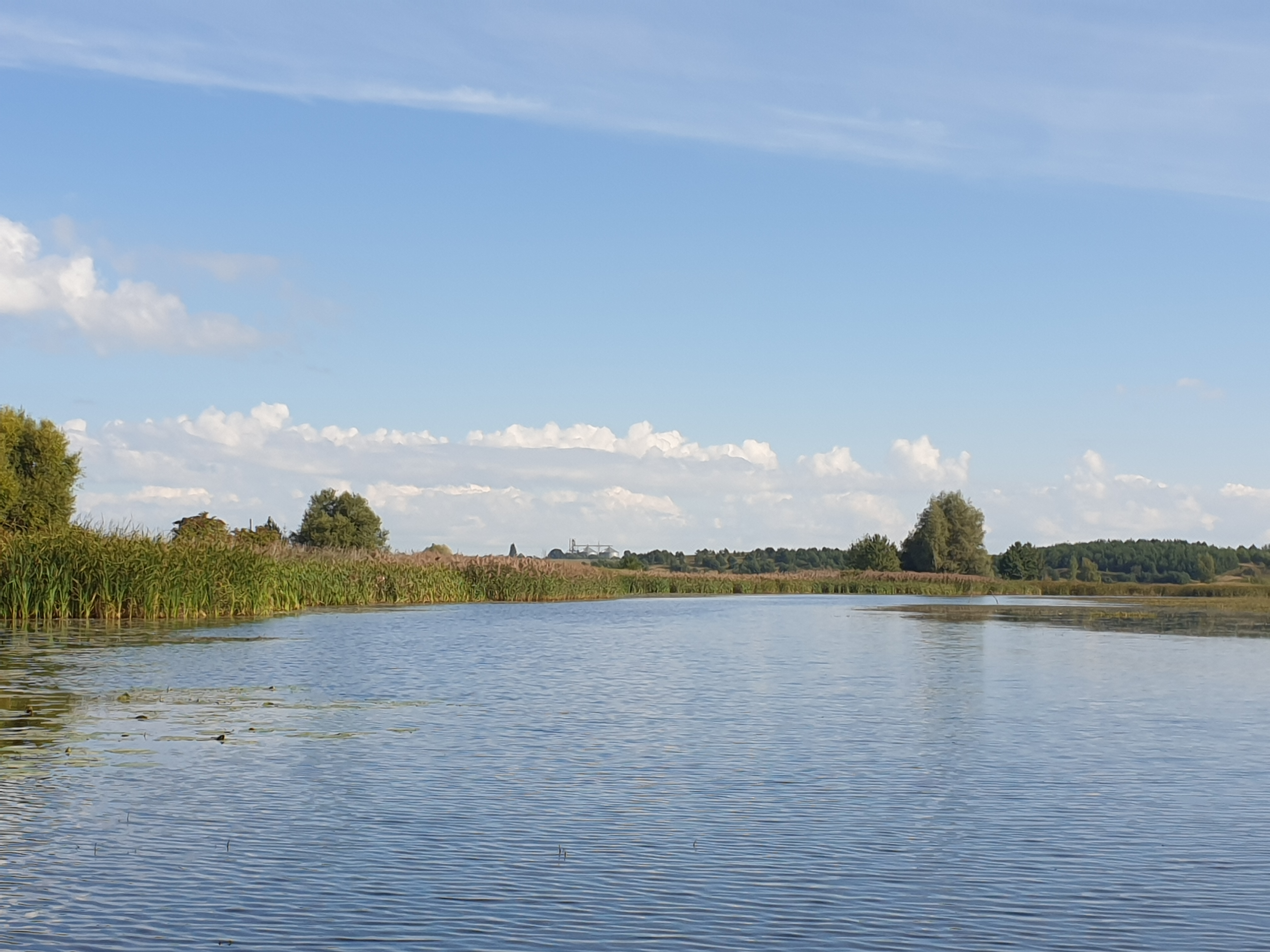
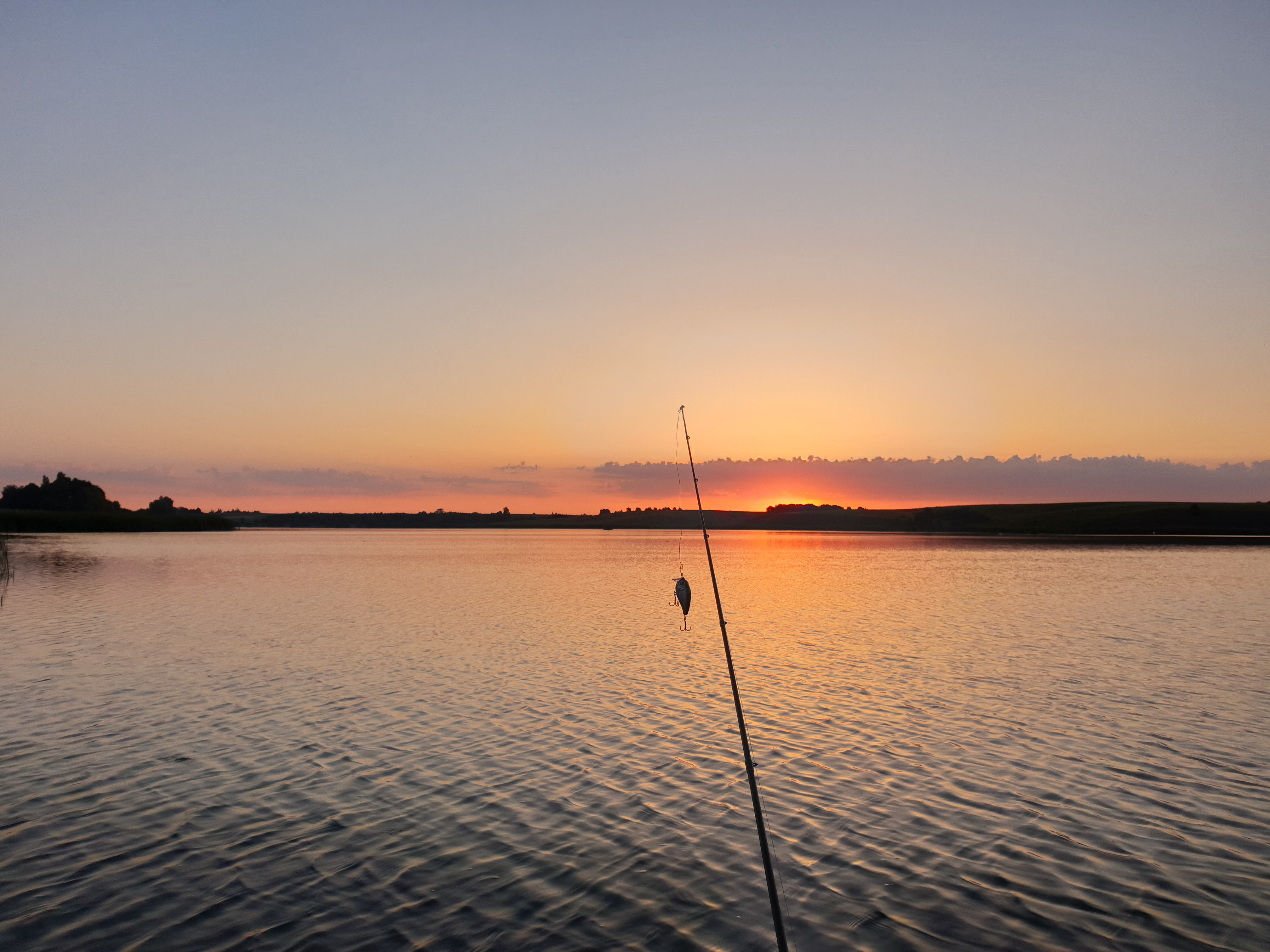
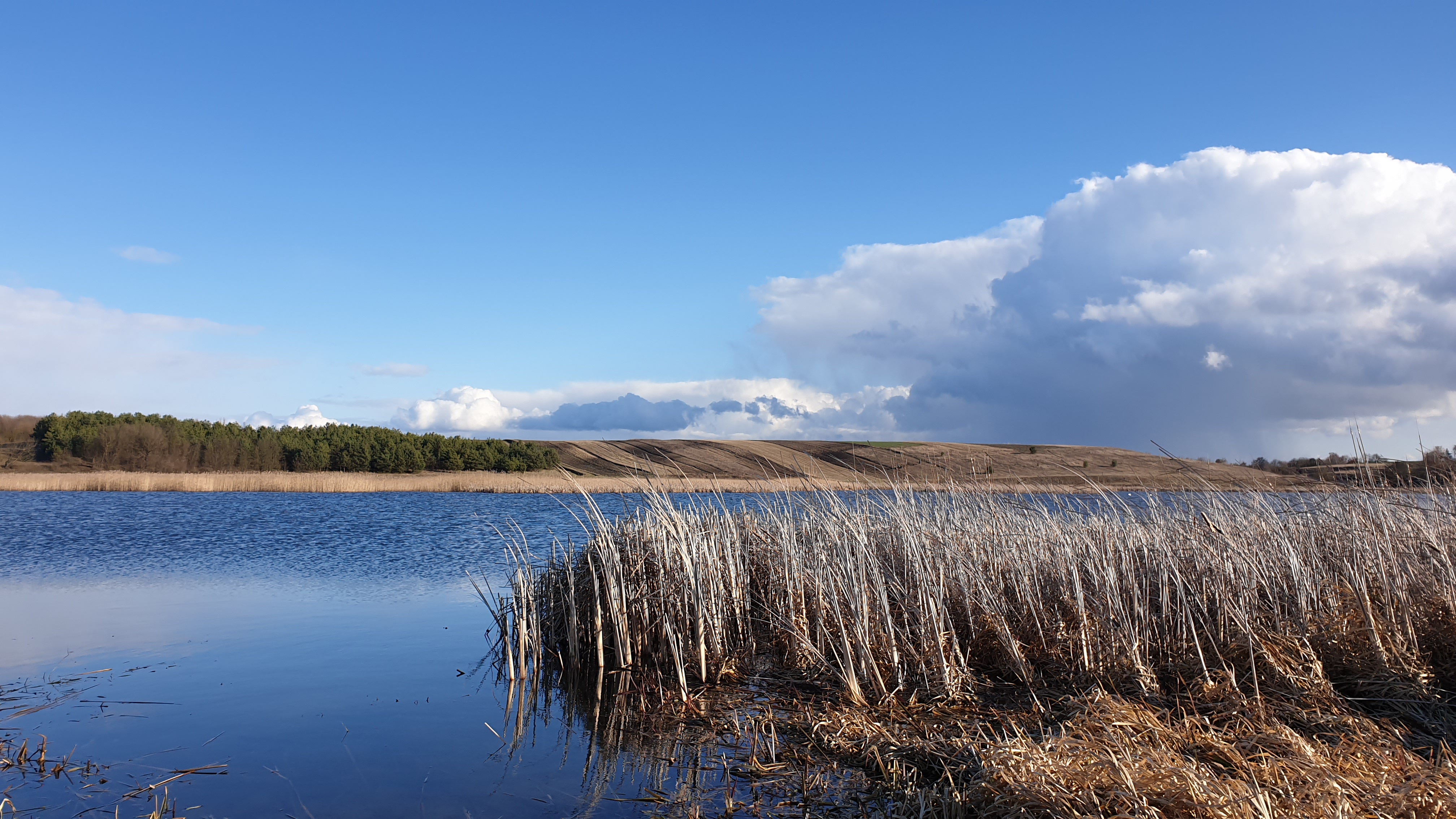
ставок цевеличі
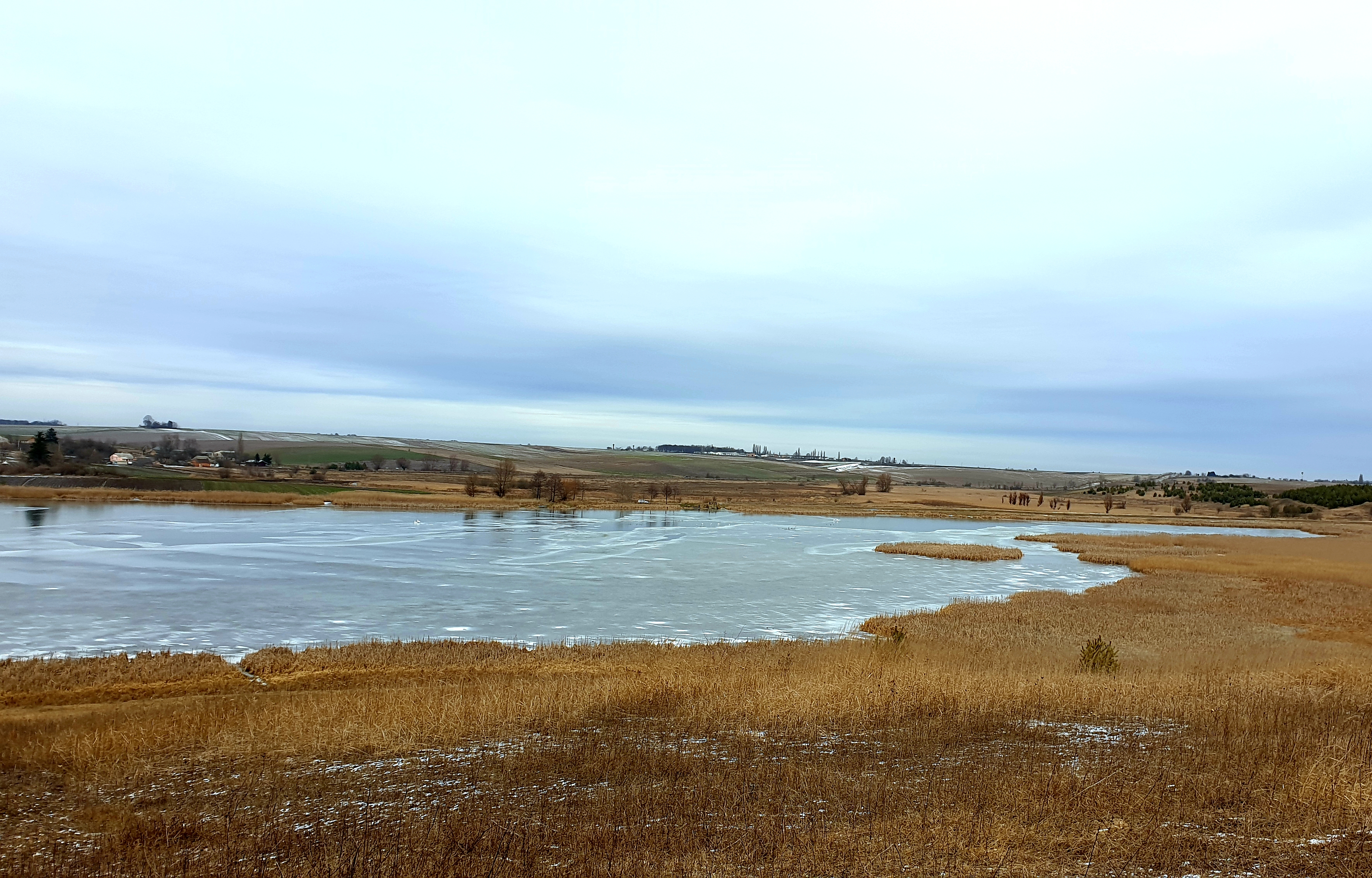